# Relaciones Camboya-España
Las relaciones Camboya-España son las relaciones internacionales entre el Reino de España y el Reino de Camboya.

## Relaciones diplomáticas
España estableció relaciones diplomáticas con Camboya el 3 de mayo de 1977. Los contactos diplomáticos entre ambos países han sido cordiales. Durante los últimos años, las relaciones bilaterales se han centrado en el marco de la UE y la ASEAN. El campo más destacado ha sido la cooperación al desarrollo.
Existe interés español por la consolidación de la democracia en Camboya, el respeto de los derechos humanos, la justicia, el medio ambiente, la igualdad de género y la lucha contra el tráfico de mujeres. Hasta 2012, un Embajador en Misión Especial con residencia en Phnom Penh fue el encargado de canalizar los contactos. Actualmente, la embajada de España en Bangkok es la acreditada ante el Gobierno de Camboya. La Sección Consular de la Embajada en Bangkok, apoyada por la Embajada de Francia en Phnom Penh, asegura las prestaciones consulares para españoles residentes en Camboya.

## Relaciones económicas
Las relaciones comerciales entre los dos países son reducidas y desequilibradas a favor de Camboya. Las importaciones han crecido cerca de un 63% desde 2009, mientras que las exportaciones lo han hecho un 61%, si bien estas últimas a partir de cifras reducidas.
La penetración del mercado camboyano por parte de empresas españolas es baja, si bien ha aumentado durante los últimos años de la mano de empresas del sector de la confección que fabrican o compran en Camboya, lo que explica el abultado déficit comercial.

## Cooperación
En 2010 se abrió la OTC de la AECID en Camboya, con residencia en Phnom Penh, para el seguimiento de los programas desarrollados por organismos internacionales, agencias de NNUU y ONG´s con financiación de la AECID. La OTC se cerró a principios de 2014.

## Misiones diplomáticas
- Camboya no tiene embajada en España, pero su embajada en París está también acreditada para este país.[4]
- España no tiene embajada en Camboya, pero su embajada en Bangkok está también acreditada para este país.[5]